# 台鋼科技大学
台鋼科技大学（だいこうかぎだいがく、Taiwan Steel University of Science and Technology）は、台湾高雄市路竹区に位置する私立大学である。

## 歴史
- 1986年 - 「高苑工業専科学校」の設立計画立案
- 1989年 - 「高苑工業専科学校」が開校
- 1991年 - 「私立高苑工商専科学校」と改称
- 1995年 - 進修専校を新設
- 1998年 - 「高苑技術学院」と改称・大学部2年制技術学科生徒募集開始・専科部及び進修専校を設置・夜間部を進修部と名称変更
- 1999年 - 4年制技術学科生徒募集開始・企業管理学科、情報管理学科、コミュニケーション学科を新設
- 2000年 - 国際貿易学科、進修学院を新設
- 2001年 - 応用外国語学科を新設
- 2002年 - 情報コミュニケーション学科、経営管理研究所を新設
- 2003年 - 生物化学工学科を新設
- 2004年 - 高分子環境保護材料研究所を新設・建築工学科系を建築系、国際貿易学科を財務金融学科と改称
- 2005年8月1日 - 「高苑科技大学」と改称
- 2024年2月1日 - 台湾スチールグループから資金援助を受け「台鋼科技大学」と改称

## 組織
| | |
| - 工学部 - 高分子環境保護材料研究所 - 土木工学科 - 生物化学工学科 - 建築学科 - 機械電機学部 - 電子工学科 - 電気機械工学科 - 自動化工学科 | - 商業管理学部 - 経営管理研究所 - 企業管理学科 - 財務金融学科 - 情報管理学科 - 情報コミュニケーション学科 - 応用外国語学科 |